# European Humanities University
European Humanities University (EHU) är ett vitryskt universitet som efter påtryckningar från vitryska myndigheter verkar i exil i Vilnius, Litauen.
Universitetet grundades i Minsk 1992 och stängdes 2004 av myndigheterna. Året därpå återupprättades universitetets aktiviteter i Vilnius. EHU söker att utbilda en ny generation ledare med ett europeiskt synsätt för att skapa en dialog mellan öst och väst samt bygga ett öppet samhälle i Vitryssland. Universitetet finansieras av EHU Trust Fund som sköts av Nordiska ministerrådet.